# Cadaba farinosa
Cadaba farinosa är en kaprisväxtart som beskrevs av Forsskal. Cadaba farinosa ingår i släktet Cadaba och familjen kaprisväxter.

## Underarter
Arten delas in i följande underarter:
- C. f. adenotricha
- C. f. farinosa